# Воля-Венцежова
Воля-Венцежова (пол. Wola Więcierzowa) — село в Польщі, у гміні Пшисуха Пшисуського повіту Мазовецького воєводства.
Населення — 109 осіб (2011).
У 1975-1998 роках село належало до Радомського воєводства.

## Демографія
Демографічна структура станом на 31 березня 2011 року:
|          | Загалом | Допрацездатний вік | Працездатний вік | Постпрацездатний вік |
| -------- | ------- | ------------------ | ---------------- | -------------------- |
| Чоловіки | 54      | 10                 | 38               | 6                    |
| Жінки    | 55      | 9                  | 33               | 13                   |
| Разом    | 109     | 19                 | 71               | 19                   |